# 温泉偽装問題
温泉偽装問題（おんせんぎそうもんだい）は、2004年（平成16年）に問題が発覚した、温泉の利用実態に関連した問題の総称。問題点は大きく分けて、入浴剤の利用に関すること、水道水の利用に関すること、源泉の利用され方に関すること、源泉の無許可開発に関することである。

## 概要

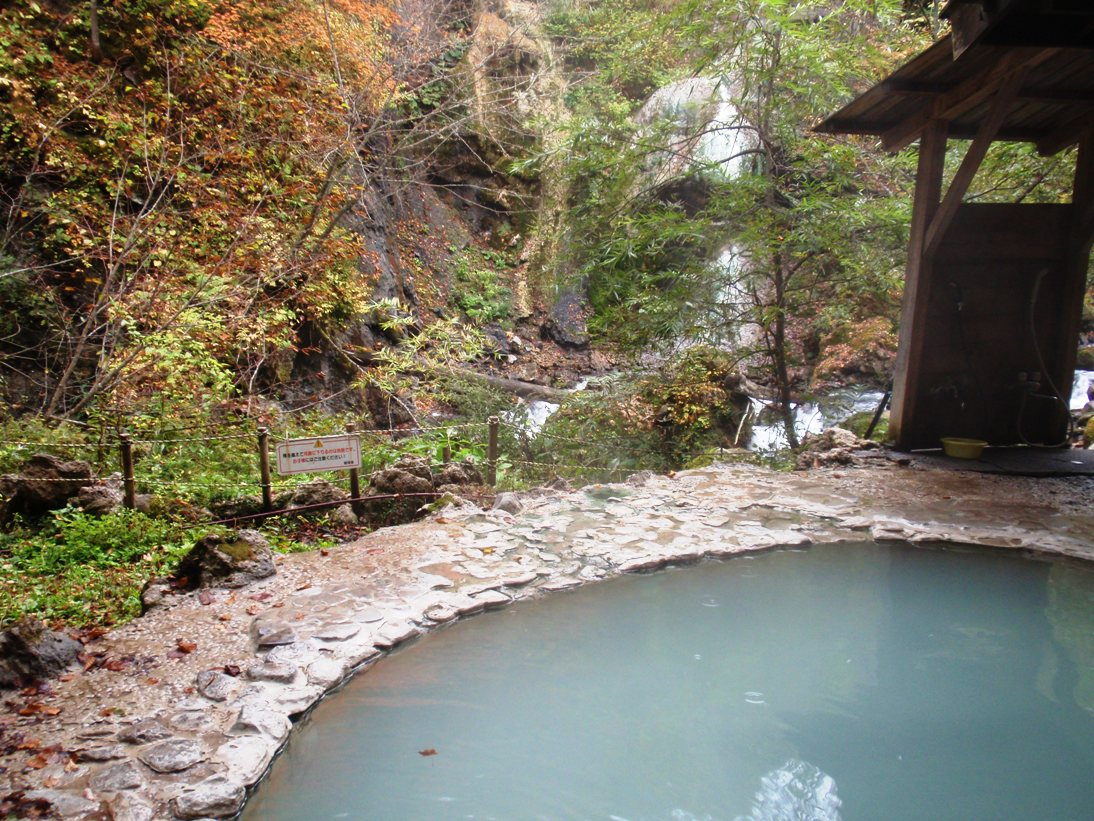
問題の発端は、2004年の入浴剤着色事件であった。

問題の発端は、2004年（平成16年）7月23日号に『週刊ポスト』が掲載した、長野県南安曇郡安曇村の白骨温泉における入浴剤着色事件である。白骨温泉は元々乳白色の源泉だが、その色が1996年（平成8年）頃から、白濁が薄くなる問題が一部の施設で発生した。白骨温泉のイメージとして浸透している透明度の低い乳白色の湯船を作り出すために、経営者が入浴剤による着色を始めた。入浴剤の利用自体は当時の温泉法には抵触しなかったが、利用者への説明が全くなかったことや、人気温泉地だったこともあり、ニュースで大きく取り上げられ、また長野県庁も県内の温泉利用実態の独自調査報告を公開した。また、この問題により白骨温泉では宿泊施設の予約キャンセルが相次ぎ、7月の宿泊客、日帰り客の人数が2003年より15％減少した。
一連の問題を受けて環境省は温泉の利用許可を受けた全国の旅館やホテル、公衆浴場など約2万2000カ所に対し、入浴剤の使用の有無などの実態調査に乗り出した。入浴剤の使用の有無や利用客に対する表示の有無、その他に加水や加温、循環濾過装置の有無などについても回答を求め、実態を明らかにしていくとした。
2004年（平成16年）8月に入り、群馬県の伊香保温泉の一部旅館で風呂に水道水を利用しているにもかかわらず温泉利用と称していたことが発覚した。続いて同じ群馬県の水上温泉でも一部旅館で同様の事実が発覚する。水上温泉では偽装の他に入湯税の徴収も行っていた温泉もあった。また、有名温泉地であったことや、経営者が開き直りとも取れる発言をしたことから問題が大きく取り上げられた。

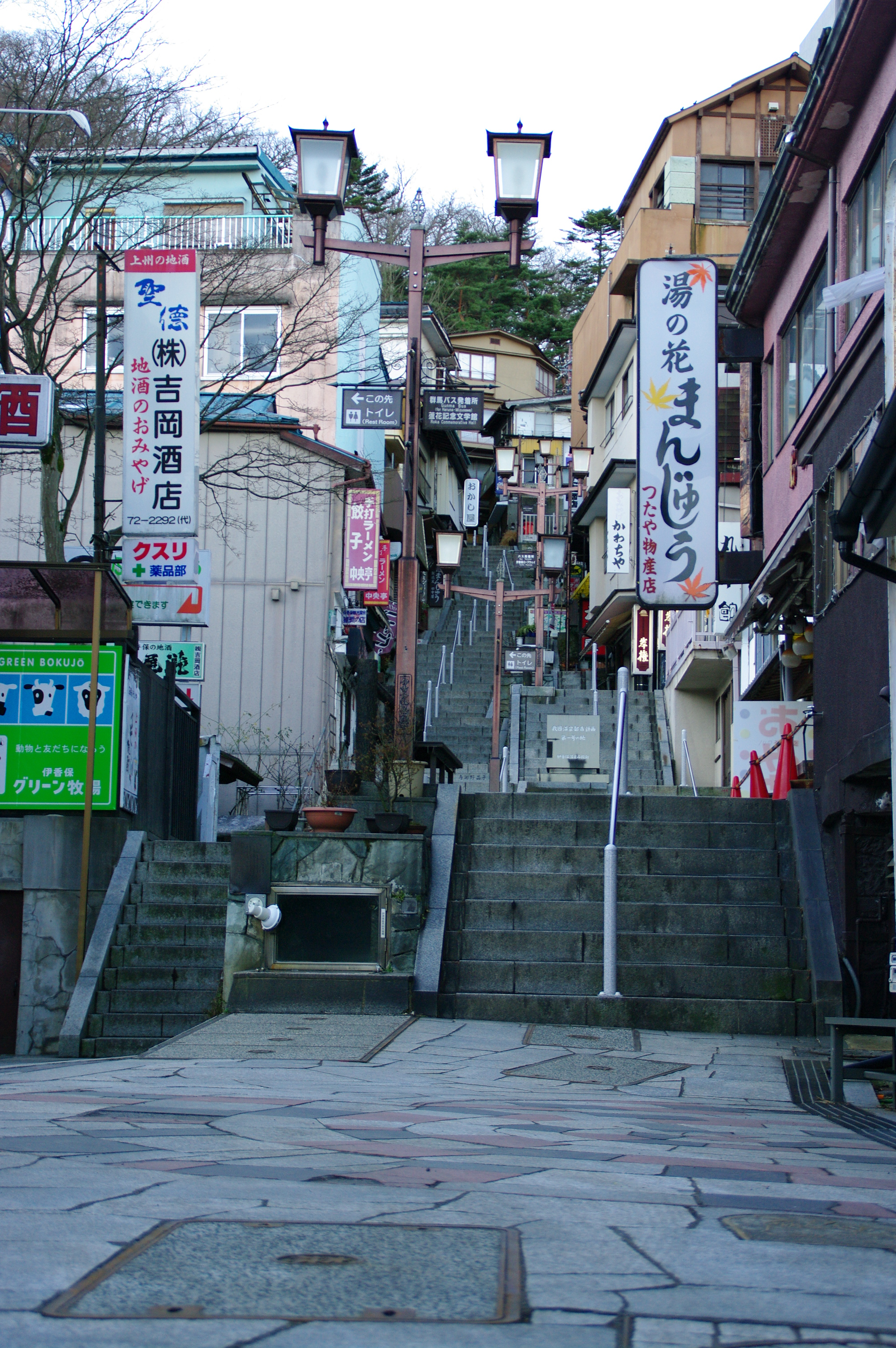
伊香保温泉の一部旅館で風呂に水道水を利用しているにもかかわらず温泉利用と称していたことが発覚。その後、その半数が廃業したと言われる。

各地の温泉で調査が行われ、次々と水道水利用の温泉が公表されていった。また、井戸水や地下水を湧かしたものを「温泉」と表記して使用している温泉も発覚次第、次々と公表されていった。また、温泉開発に許可が必要な地域で無断開発が行われていたことなども併せて発覚している。この場合、温泉に該当するにもかかわらずそれを隠した「逆偽装」という例も存在した。ただし、一連の週刊ポストの記事の中には、地熱発電所（八丁原発電所）で発電に使用した地熱由来の蒸気を冷やして得られた湯を使っていた筋湯温泉を「発電所の工業廃水を温泉と偽装」とする告発もあったが、これは地熱発電所の原理を全く理解していないための記事であることが判り、騒動はすぐに沈静化している。
また、騒動を通じて明るみに出たのが、旅館経営者のみならず行政側と、利用者側との問題意識の乖離である。特に当地の観光産業が温泉に依存している場所に対しては大きく報道された。前述の騒動のきっかけとなった白骨では、当時の安曇村村長が経営する旅館で、入浴剤利用を明示していなかったことに批判が集まった。

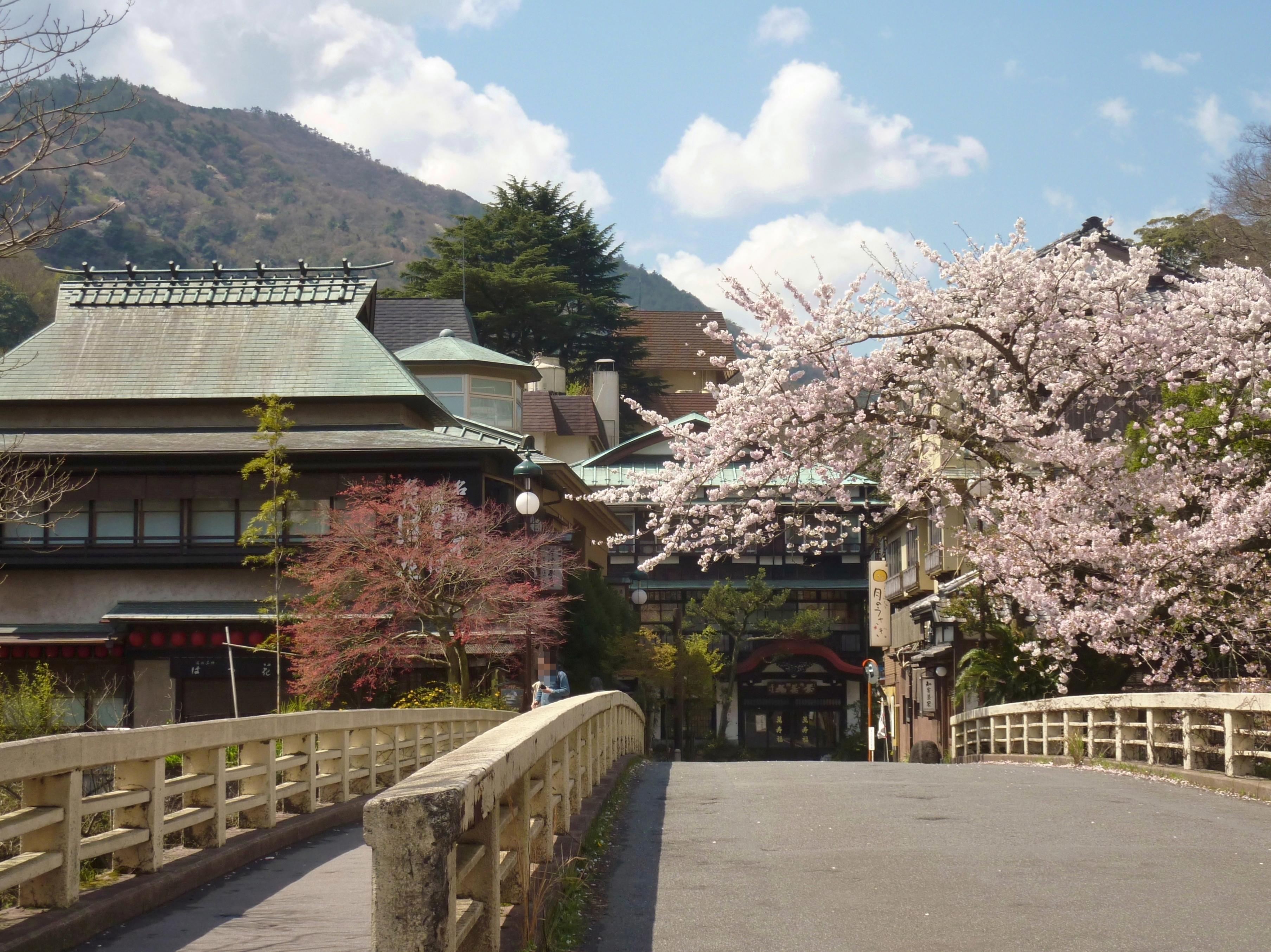
箱根温泉では水道水利用等の温泉偽装が発覚した。

伊香保温泉の問題発覚時も、当時の伊香保町町長が親族が経営していた旅館も、かつて水道風呂であったと認め、さらに神奈川県の箱根温泉で発覚した水道水利用等の温泉偽装への釈明会見の際に、造成温泉の天然表示の指摘に対して箱根町の職員が、いままでは問題にならなかった、と開き直りともとれる発言をした。そのためこれらは問題が大きく取り上げられた。
2004年（平成16年）7月に発覚した騒動は、水道水や井戸水利用、無許可開発などの告発報道が一巡して、同年の10月には大きく報道されることもなくなり、騒動は一応の収束をみた。なお、2004年以前にも温泉の利用実態についての問題は発生している。源泉枯渇後も10年以上温泉を名乗っていたケースも存在したが、他温泉地への騒動波及は発生しなかった。

## 分類
一連の問題は、以下に分類される。
- 入浴剤利用
  - 湯質の変化で、従来の湯色と明らかな差異が生じたため、従来の湯色に近づけるため着色したのに、利用を公表していないことが問題となった。薬湯で、あらかじめ入浴剤利用を利用者に公表・掲示していた場合は、問題に該当しない。
- 水道水利用（恒久的）
  - 水道水の沸かし湯であるのに、温泉であるように表記していた場合が、入湯税の徴収も含めて問題となった。源泉の利用権利確保が難しい場合、利用料が高い場合、また既に温泉が枯れているが温泉を名乗ろうとした場合である。
- 水道水利用（一時的）
  - 揚湯設備や送湯設備が故障したことにより、一時的に水道水を利用した際に、その事実を公表しなかったことが問題となった。
- 極端な加水
  - 温泉は利用しているものの、湯船内の源泉の割合が1割にも満たないような、水道水利用の場合と大差ないようなケースが問題となった。
- 源泉の無断開発
  - 源泉開発を役所に届けないといけない場所において、無断で源泉を開発した場合が問題となった。

## 一連の問題後

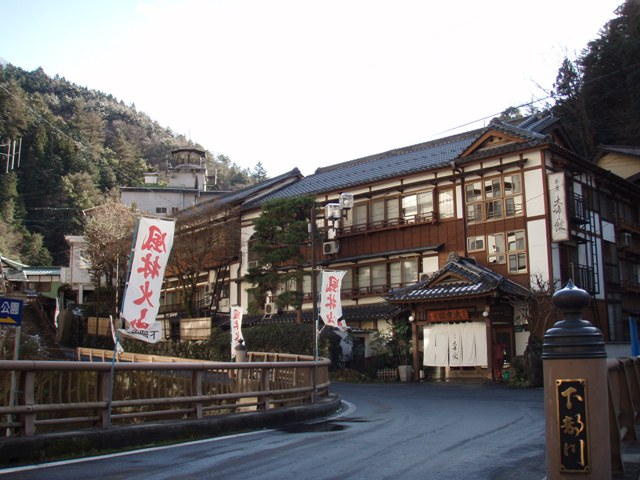
下部温泉では一部の源泉が温泉法の規定外であることが判明。しかし、その後の2006年（平成18年）に高温の源泉が湧出。新源泉は「しもべ奥の湯高温源泉」と名付けられ供給を開始した。

一連の問題の最中から各地で温泉の再分析などの見直しが行われた。その結果、山梨県の下部温泉など一部の温泉地では、開発時は温泉であった源泉が再分析の結果、温泉ではなくなっている事例もわかった。また日本秘湯を守る会に加盟していた宿でも、温泉の再分析によって保有源泉が温泉ではないことがわかり、他代替の源泉が確保できなかったことから、会を自主退会した宿も存在した。
温泉地の宣伝においては、一連の問題を逆に利用して「源泉利用であること」を強くアピールする温泉旅館が増えるようになった。雑誌・観光ガイドにおいても「源泉利用や掛け流しであること」を明記する書籍が増えた。
また、それまで源泉に関する法律であった温泉法が、2005年（平成17年）2月24日に改正され、温泉分析書への湯船での利用形態の掲示義務が生じ、温泉利用施設は利用者に掲示する必要が発生した。
温泉法で定められた開示すべき利用形態は、
1. 循環の有無
2. 加水の有無
3. 加温の有無
4. 入浴剤利用の有無
5. 消毒薬利用の有無

である。
日本の法律とは別に、県や市町村レベルで独自の温泉に関する基準（例えば、「安心・安全・正直」な信州の温泉表示認証制度など）も多く定められた。